# Къмпиране
„Къмпиране“ (на английски: Bunk'd) е американски комедиен сериал по идея на Памела Ийлс О'Конъл, който е излъчен премиерно по Дисни Ченъл на 31 юли 2015 г. Сериалът е спиноф на „Джеси“ и за първите три сезона включва завръналите се звезди Пейтън Лист, Каран Брар и Шай Джаксън, както и Миранда Рей, която участва във всички епизоди на сериала. През декември 2021 г. сериалът е подновен за шести сезон, който е излъчен премиерно на 10 юни 2022 г.

## Актьорски състав
- Пейтън Лист – Ема Рос (главна роля в сезон 1-3; гостуваща роля в сезон 5)[2]
- Каран Брар – Рави Рос (сезони 1-3)[2]
- Шай Джаксън – Зури Рос (сезони 1-3)[2]
- Миранда Мей – Лу Хокхаусър[3]
- Кевин Куин – Ксандър (сезони 1-2)
- Нейтън Аренас – Хорхе (сезони 1-2)
- Нина Лу – Тифани (сезони 1-2)
- Малори Джеймс Махоуни – Дестъни Бейкър (сезон 3-настояще)[3]
- Рафаел Алехандро – Матео Силва (сезони 3-5)[3]
- Уил Буи младши – Фин Сойер (главна роля в сезони 3-5; гостуваща роля в сезон 6)[3]
- Шелби Симънс – Ейва Кинг (сезони 4-5)[3]
- Скарлет Естевез – Гуен Флорес (главна роля в сезон 4; гостуваща роля в сезон 5)[3]
- Израел Джонсън – Ноа Ламбърт (сезон 4-настояще)[3]
- Тревър Торджман – Паркър Питърсън (сезон 5-настояще)[4]
- Шайло Верико – Уини (сезон 6)
- Алфред Луис – Бил (сезон 6)
- Люк Бъзи – Джейк (сезон 6)

### Забележителни гост звезди
- Камерън Бойс – Люк
- Кевин Чамберлин – Бъртрам
- Кристина Мур – Кристина
- Джери Трейнър – Дейв
- Рейвън-Симоне – Рейвън
- Аннелиза ван дер Пол – Челси
- Айзък Брайън Браун – Букър
- Навия Робинсън – Ния
- Джейсън Мейбаум – Леви
- Скай Кац – Тес
- Мег Донъли – Присила Престън

## В България
В България сериалът започва излъчване по локалната версия на Дисни Ченъл през 2016 г. с дублаж на български език, записан в студио „Александра Аудио“. В него участват Вилма Карталска, Георги Николов, Татяна Етимова и други. Режисьор на дублажа е Живка Донева.